# Maheshtala
Maheshtala é uma cidade e um município no distrito de South 24 Parganas, no estado indiano de Bengala Ocidental.

## Demografia
Segundo o censo de 2001, Maheshtala tinha uma população de 389 214 habitantes. Os indivíduos do sexo masculino constituem 53% da população e os do sexo feminino 47%. Maheshtala tem uma taxa de literacia de 69%, superior à média nacional de 59,5%: a literacia no sexo masculino é de 74% e no sexo feminino é de 63%. Em Maheshtala, 11% da população está abaixo dos 6 anos de idade.